# 澤列基夫卡
49°11′31″N 39°50′12″E / 49.19194°N 39.83667°E
澤萊基夫卡（烏克蘭語：Зелеківка）是位於烏克蘭東部的村莊，由盧甘斯克州舊比利斯克區的比洛沃茨克市鎮負責管轄。該村始建於1918年，面積5.2平方公里，海拔高度73米，2001年人口798，人口密度每平方公里152.9人。